# Tajski prekop
Tajski prekop, v preteklosti tudi prekop Kra ali prekop prek ožine Kra, je predlagan prekop prek ožine Kra na Tajskem, ki bi skrajšal vodno pot ladij, podobno kot Panamski ali Sueški prekop.
Prekop so predlagali že leta 1677. Tajski kralj Narai Veliki je prosil francoskega inženirja de Lamara za preučitev možnosti prekopa, ki bi povezal mesto Songkhla z Maridom v današnjem Mjanmaru, vendar projekt s takratno tehnologijo ni bil izvedljiv. Leta 1793 je mlajši brat kralja Rame I. ponovno predlagal prekop za vojaške ladje. V začetku 19. stoletja se je za prekop zanimala Britanska vzhodnoindijska družba. Ko je Burma leta 1863 postala britanska kolonija, so začeli z geološkimi raziskavami, vendar ni prišlo do gradnje. Leta 1897 sta se Tajska in Britanski imperij odločila, da ne bo gradnje novega prekopa in bo tako singapursko pristanišče še naprej prevladovalo v regiji.
Dolžina ožine Kra na najožji točki je samo 44 kilometrov, višina hribovja v notranjosti je 75 metrov nad morsko gladino. Pri Panamskem prekopu je dolžina 77 kilometrov, višina grebena Culebra v notranjosti pa 64 metrov, vendar so ga presekali, tako da se ladje dvigne na 26 metrov višine nad oceanom. Sueški prekop je dolg 192 kilometrov dolg in je na nivoju morske gladine, tako da niso potrebne zapornice.